# Länsväg 219
De Zweedse weg 219 (Zweeds: Länsväg 219) is een provinciale weg in de provincie Södermanlands län in Zweden en is circa 47 kilometer lang.

## Plaatsen langs de weg
- Vagnhärad
- Västerljung
- Sjösa
- Nyköping

## Knooppunten
- Länsväg 218 bij Vagnhärad (begin)
- Länsväg 223 bij Sjösa